# Oenopota harpularioides
Oenopota harpularioides é uma espécie de gastrópode do gênero Oenopota, pertencente a família Mangeliidae.